# Mange och gatufesten
Mange och gatufesten (danska: Mugge & vejfesten) är en dansk-belgisk-svensk animerad film från 2019 i regi och manus av Mikael Wulff och Anders Morgenthaler.

## Handling
Mange planerar en gatufest, men allt går inte enligt planerna.

## Rollista
- Jens Jacob Tychsen – Mange
- Stephania Potalivo – Sofia
- Iben Hjejle – Kirsten
- Anders Morgenthaler – Thorbjørn
- Nicolaj Kopernikus – Henrik
- Mia Lyhne – Britta
- Martin Brygmann – Pierre
- Sofie Linde – Elsebeth
- Lars Hjortshøj – Pelle
- Mick Øgendahl – Weirdoen
- Jan Gintberg – Leon
- Stine Schrøder Jensen – övriga röster

### Svenska röster
- Bjarne Antonisen, Dominique Pålsson Wiklund, Josefina Hylén, Anton Olofson Raeder[2]